# Bernard VIII van Comminges
Bernard VIII van Comminges (circa 1285 - 26 maart 1336) was van 1312 tot aan zijn dood graaf van Comminges. Hij behoorde tot het huis Comminges. 

## Levensloop
Bernard VIII was de zoon van graaf Bernard VII van Comminges en diens echtgenote Laura, dochter van Filips II van Montfort, heer van Castres.
In 1312 volgde hij zijn vader op als graaf van Comminges. Hij bestuurde het graafschap tot aan zijn dood in 1336. Door zijn tweede huwelijk kwam hij in 1304 in het bezit van het burggraafschap Turenne.
Bernard trad driemaal in het huwelijk. Zijn eerste huwelijk met Puelle, dochter van graaf Gerold VI van Armagnac, bleef kinderloos. Uit zijn tweede huwelijk met Margaretha, dochter en erfgename van burggraaf Raymond VI van Turenne, werd een dochter geboren die op jonge leeftijd stierf. In 1314 huwde hij met zijn derde echtgenote Martha, dochter van baron Bernard de l'Isle-Jourdain. Ze kregen volgende kinderen:
- Eleonora, huwde in 1349 met graaf Willem III Rogier van Beaufort
- Cecilia (1318-1384), huwde in 1336 met graaf Jacobus I van Urgell, zoon van koning Alfons IV van Aragón
- Margaretha (overleden in 1349)
- Johanna (overleden in 1398), huwde in 1350 met graaf Peter Raymond II van Comminges
- Martha, werd kloosterzuster
- Beatrix, werd kloosterzuster
- Jan (1336-1339), graaf van Comminges